# Enochletica
Enochletica is een geslacht van rechtvleugeligen uit de familie sabelsprinkhanen (Tettigoniidae). De wetenschappelijke naam van dit geslacht is voor het eerst geldig gepubliceerd in 1896 door Karsch.

## Soorten
Het geslacht Enochletica omvat de volgende soorten:
- Enochletica affinis Bolívar, 1906
- Enochletica ostentatrix Karsch, 1896